# 2023年臺灣
|        | 臺灣歷史 \| 台灣歷史年表 |
| 世纪： | 20世纪臺灣 \| 21世纪臺灣 \| 22世纪臺灣 |
| 年代： | 1990年代臺灣 \| 2000年代臺灣 \| 2010年代臺灣 \| 2020年代臺灣 \| 2030年代臺灣 \| 2040年代臺灣 \| 2050年代臺灣                                           |
| 年份： | 2018年臺灣 \| 2019年臺灣 \| 2020年臺灣 \| 2021年臺灣 \| 2022年臺灣 \| 2023年臺灣 \| 2024年臺灣 \| 2025年臺灣 \| 2026年臺灣 \| 2027年臺灣 \| 2028年臺灣 |
| 纪年： | 癸卯年（兔年）、中華民國112年 |

## 政府

### 國家正副元首

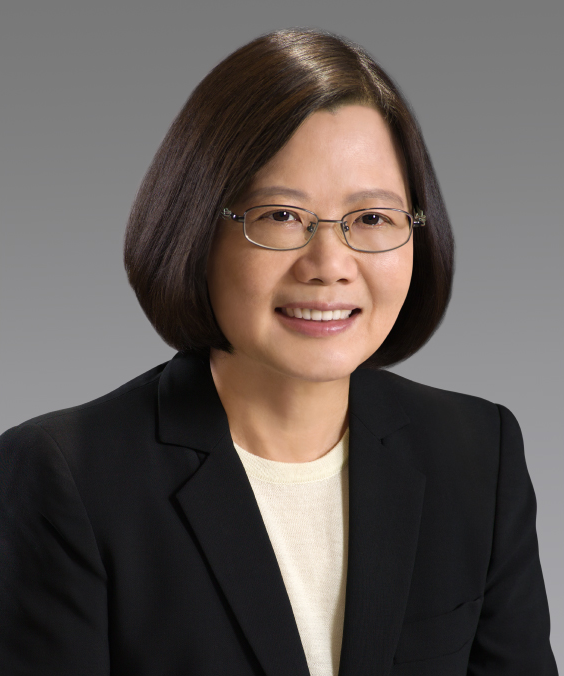
總統：蔡英文
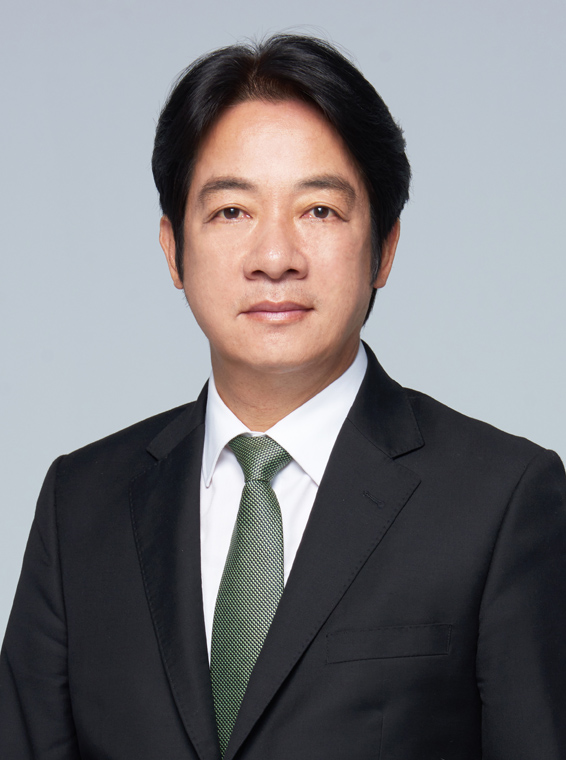
副總統：賴清德

### 五院首長

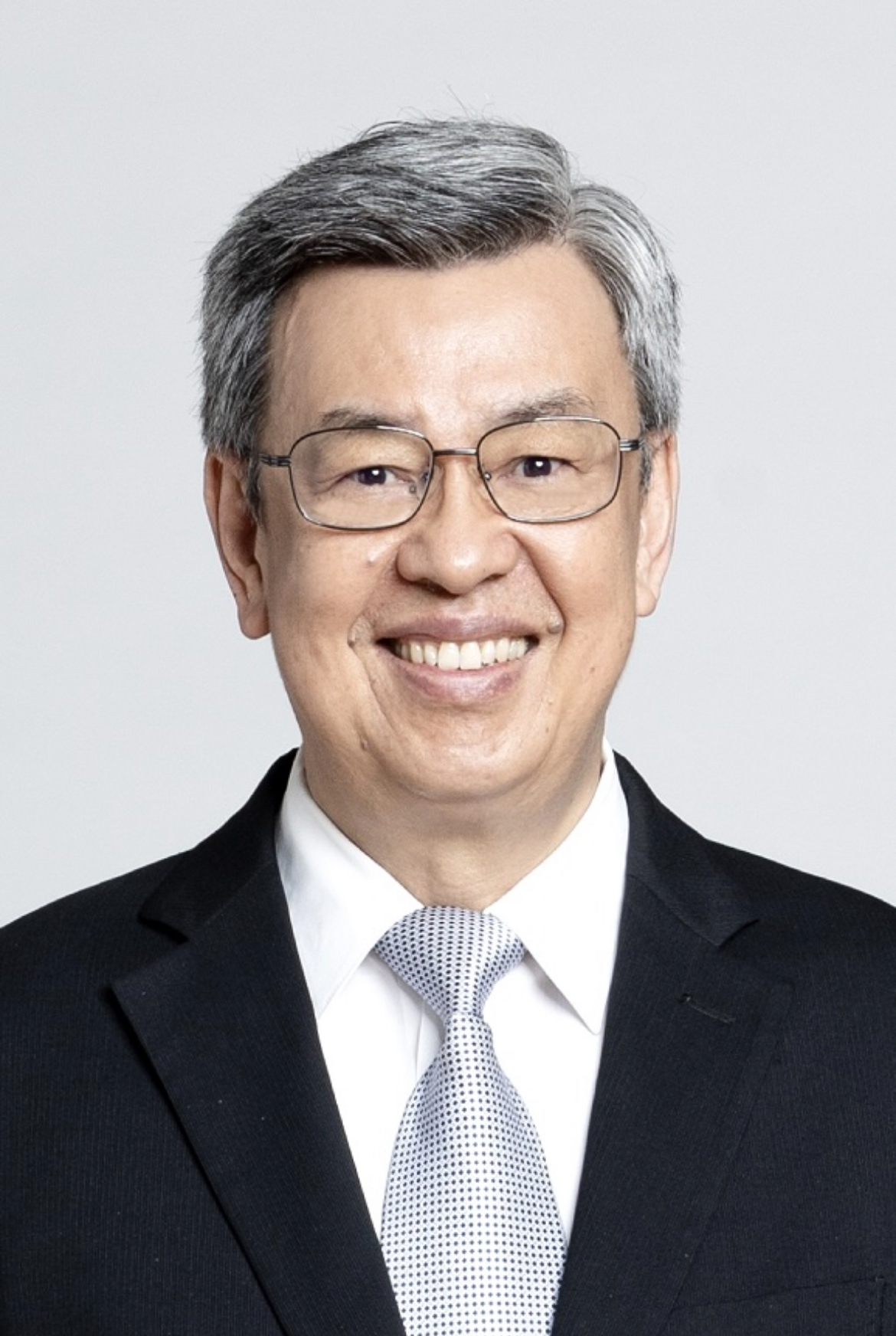
行政院院長：陳建仁
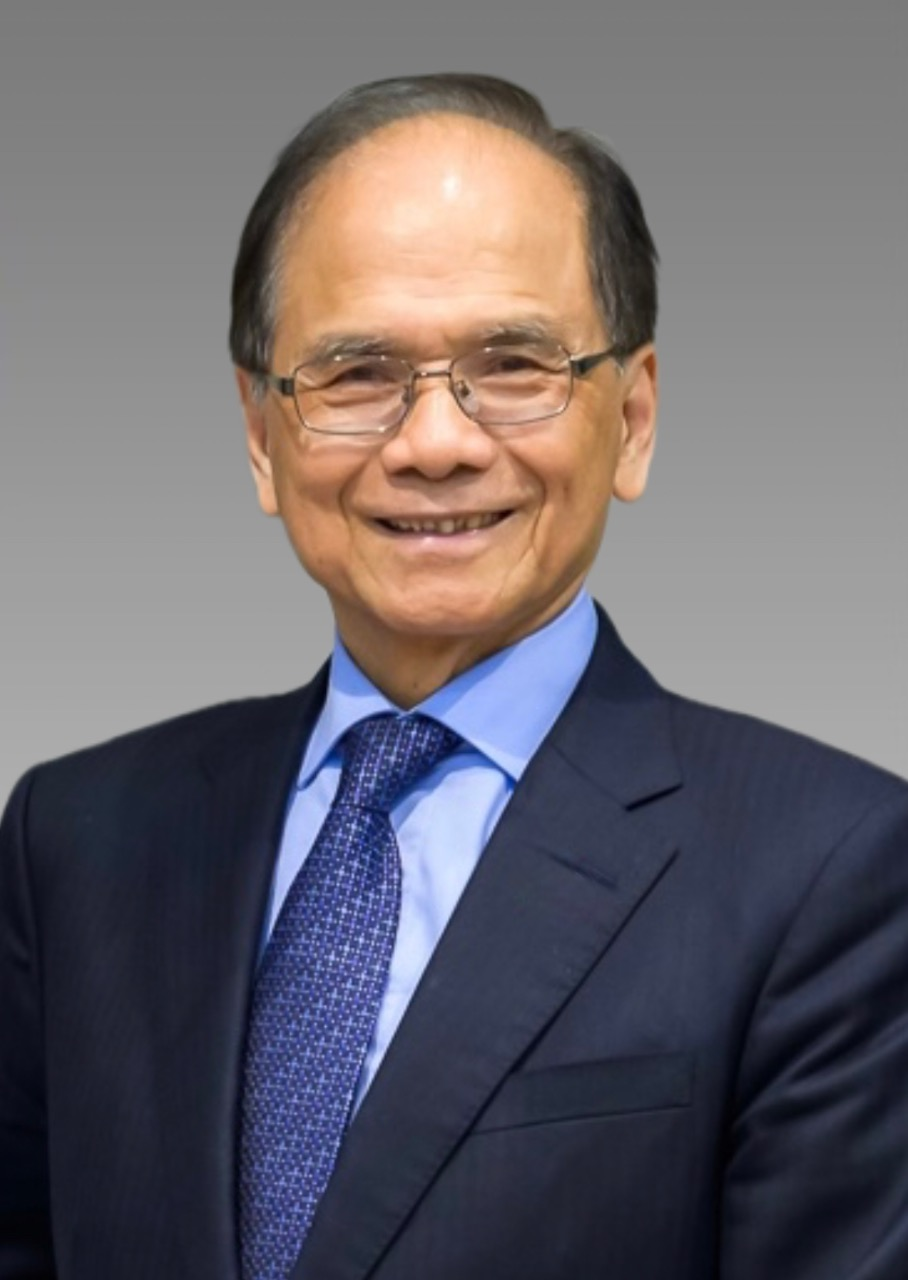
立法院院長：游錫堃
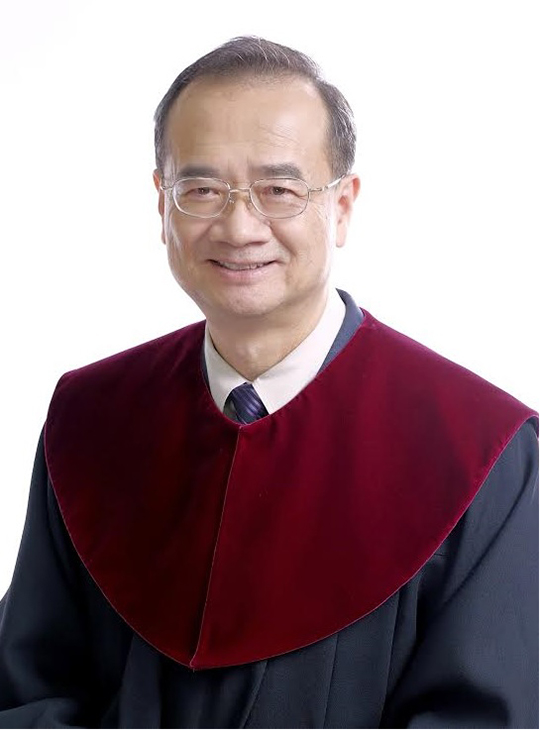
司法院院長：許宗力
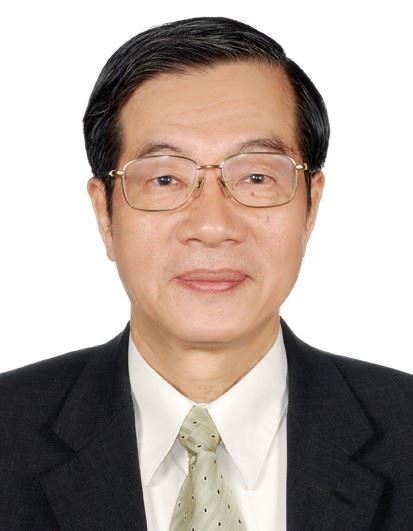
考試院院長：黃榮村
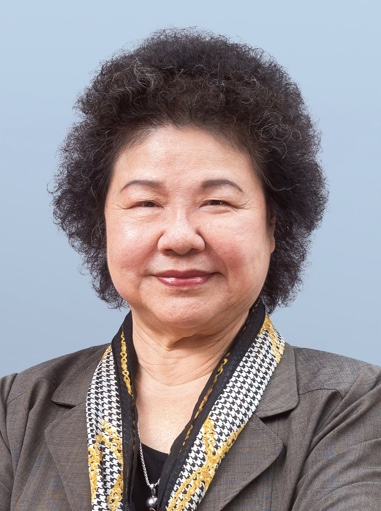
監察院院長：陳菊

### 成員變動

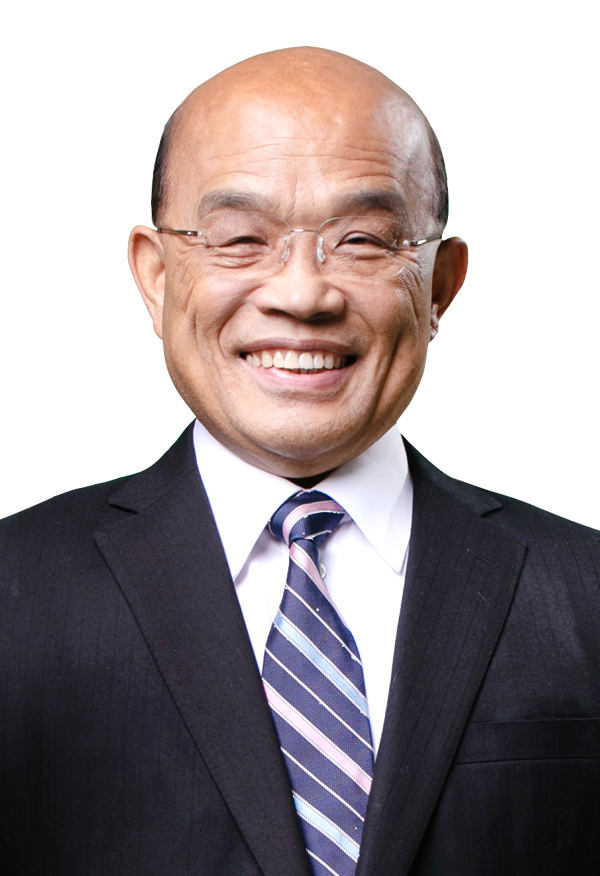
行政院院長：蘇貞昌（內閣總辭）

## 大事記
2023年臺灣：1月 - 2月 - 3月 - 4月 - 5月 - 6月 - 7月 - 8月 - 9月 - 10月 - 11月 - 12月

### 1月
- 1月8日：2023年臺北市第三選舉區立法委員缺額補選進行投票，由中國國民黨王鴻薇當選。
- 1月9日：國道2號甲線大園交流道至省道台15線正式通車，未來路段規劃延伸至省道快速公路台61線。
- 1月15日：中華民國副總統賴清德在民主進步黨主席的同額競選中勝出，成功當選新任主席[1]。
- 1月16日：國道4號（台中環線）豐原潭子段正式通車，全線配合國道一、三號及省道快速公路台74線串連台中都會區高快速公路環狀路網。
- 1月31日：行政院院長蘇貞昌率內閣成員辭職，結束長達4年的院長工作[2]。
- 1月31日：新任行政院院長陳建仁正式上任。

### 2月
- 2月5日：於台北市舉行2023年台灣燈會，為期15天。
- 2月10日：安坑輕軌通車。[3]
- 2月12日：一名婦人與女兒到高雄市三民區的爭鮮迴轉壽司愛河家樂福店用餐時，看到鄰座的一名男子數度把碰過的壽司，蓋上蓋子後再放上迴轉壽司軌道上。經婦人反應，主廚將該盤壽司丟掉。該名男子第三次拿起干貝鮭魚卵壽司，用自己的筷子碰壽司後，再蓋回去放回去迴轉壽司上。婦人隨即出聲制止，該名男子突然暴怒敲兩次桌子說：「林北就是這樣，就是故意的又怎樣」，甚至還說「這裡沒有這樣的規定」。事件曝光後令外界憂心爭鮮的食安問題[4]。
- 2月21日：「疫後強化經濟與社會韌性及全民共享經濟成果特別條例」經立法院三讀通過後公布施行，經費上限為新臺幣3,800億元，以特別預算方式編列，施行期間自公布日至中華民國114年12月31日止。[5][6]
- 2月，台灣出現雞蛋荒。行政院院長陳建仁承諾缺蛋問題可望於3月初緩解。[7]

### 3月
- 3月4日：2023年南投縣第二選舉區立法委員缺額補選進行投票，由民主進步黨蔡培慧當選。
- 3月9日：金防部二膽守備隊上等兵陳嘉壎失聯，後被中國海警尋獲救起。
- 3月10日：台灣駐巴西聖保羅辦事處的王姓組長於上午在圣保罗州的住所16樓墜落身亡，外交部於同月13日證實。據媒體於4月3日報導，其妻近日寫信向外交部長吳釗燮陳情，在信中提到王姓組長曾透露不願草率核銷近40萬美元的官邸修繕費而遭一名馮姓處長聯合陳姓秘書報復栽贓與霸凌。外交部對此於4月3日表示，承諾會持續調查以釐清事情真相[8][9]。
- 3月26日：洪都拉斯宣佈与台湾即日起断绝外交关系，并承认北京政府与其建立外交关系[10]。
- 3月27日：
  - 前總統馬英九抵達上海虹橋國際機場，展開為期12天的祭祖交流之旅，成為兩岸分治後首位訪問中國大陸的卸任總統[11]。
  - 東非狒狒於桃園市逃亡16天後，該日順利被逮，卻發現狒狒因遭獵槍打傷而傷重死亡。
- 3月30日：台中市中區台灣大道一段299巷的一棟2層樓老屋於上午10時44分發生坍塌，造成3名工人受困。消防人員於上午11時15分先救出51歲的蔡姓工人，送醫搶救後不治；下午3時34分，搜救隊找到第2名吳姓工人；晚間8時18分，找到第3名陳姓工人。於晚間10時55分，第2名受困的吳姓工人被救出。於隔天31日半夜1時23分，第3名受困的陳姓工人被救出，但已失去生命跡象，共3人死亡。而該棟百年老屋案發前無人居住。負責施工的古姓營造商和游姓挖土機駕駛被依《過失致死罪》移送台中地檢署偵辦[12][13]。

### 4月
- 4月5日：中華民國總統蔡英文與美國眾議院議長凱文·麥卡錫在美國加利福尼亞州文图拉县西米谷市罗纳德·里根总统图书馆舉行會晤，是中華民國總統首次在美國會見美國眾議院議長[14]。
- 4月25日：彰化縣北斗鎮四海路一段87號的聯華食品彰化廠於凌晨6時45分發生火災，造成9人死亡、14人受傷，死者中1名39歲菲律賓籍女移工莉卡經2天搶救於27日下午因多重器官衰竭死亡。死者為4名台灣籍和4名菲律賓籍移工，其中7名死者在彰化殯儀館相驗，7人無被燒痕跡，多數是窒息而死，應都是被濃煙嗆到窒息或嗆傷而身亡。火勢於上午8時30分許已控制。初步調查起火點是在二樓廠區的油炸機[15][16][17]。

### 5月
- 5月10日：12時30分左右，接獲通報，臺中捷運綠線一列開往高鐵臺中站的列車於南屯區豐樂公園站遭附近興富發建設建案「文心愛悅」墜落之工程吊臂擊中，造成1死（1女）10傷(5男3女)及一列車(車組03/04，04端遭擊受損)，後續分別送往中山醫院、林新醫院、台中醫院、中國附醫[18][19][20]。隔日5月11日上午5時許完成全線巡軌作業，確認軌道及各項系統正常，6時各首班車準點發車，全線已正常營運。[21]
- 5月20日：屏東縣霧台鄉佳暮村佳暮部落飛龍瀑布於凌晨發生山難意外，造成5人死亡，死者中1人為中搜教官；5名死者中為3名男性、2名女性，分別名為陳某嘉，男，41歲，新北人、蕭男，台南人、陳女，27歲，台中人、彭女，37歲，新北人、黃男，台中人。林姓男子一行10人於19日住大武綠色海洋山莊，20日凌晨前往飛龍瀑布溯溪。21日上午，救援隊上山與5人接觸，已藉由空勤總隊直升機救出5人。初步判定，5名罹難者死因為溺水，其中1名男性溺水還有高處墜落撞擊傷勢[22][23][24][25][26]。

- 臺灣#MeToo運動為一場社會運動的開始，從政壇延燒到教育界、演藝圈等各個職場。

### 6月
- 6月6日：宜蘭縣五結鄉溪濱路三段與鎮安路口於上午7時04分發生嚴重車禍，造成3人死亡、1人受傷，其中傷者為60歲吳姓男子重傷，死者為42歲鐘姓母親、18歲陳姓女兒、50歲溫姓男子。事故因一輛自小客車和客貨車、小貨車發生連環追撞。Volvo自小客車為吳姓男子駕駛，三菱客貨車為鐘姓婦女駕駛和陳姓女兒，小貨車為溫姓男子駕駛。事發時為上班尖峰時間，車禍造成交通堵塞。肇事的吳姓男子為國立宜蘭大學教授，其研究專長為化學工程、環境工程。陳姓女子為宜蘭高商國際貿易科二年級學生。警方初步研判車禍原因應是吳姓男子未注意車前狀況[27][28][29]。
- 6月8日：新北市板橋區私立寶仁幼兒園發生老師餵食孩童不明藥物事件。多位家長於該年2月至4月間發現自家孩童情緒易怒、邊睡邊哭叫、精神恍惚、自殘等異常行為，經詢問孩童說：「老師說如果不乖乖睡覺，就去喝彩虹藥水」，家長將孩童送醫進行化驗，發現驗出安眠药成分的苯基重氮鹽、巴比妥等違禁藥物。該幼兒園屬於吉的堡教育集團加盟體系。吉的堡集團於該日發聲明表示，即起暫緩並停止與該加盟園之品牌及教學合作。新北市教育局於該日宣布，裁定12日起廢止私立幼兒園的設立許可，並裁處最高罰鍰15萬元。新北私立寶仁幼兒園餵藥案於該日引起社會各界關注[30][31]。
- 6月24日：新竹縣竹北市中正東路一處住商混合大樓於上午8時許發生石化氣氣爆事故，造成6人受傷，其中1人重傷、5人輕傷，重傷者為一名16歲少年。瓦斯外洩共造成1戶民宅氣爆、15戶民宅火警、12戶民宅瓦斯洩漏。超過76人需要安置。據初步調查，燃燒面積約40坪，損失220萬。下午4時許恢復正常供氣[32]。

### 7月
- 7月1日：TPASS行政院通勤月票正式發行，首波推出基北北桃、苗中彰投、南高屏等3大生活圈月票方案；做為配套，雙北公共運輸定期票自本日起停止發行。
- 7月16日：以居住正義及司法正義為訴求目標的「七月十六上凱道、公平正義救台灣」遊行在台北市中正區凱達格蘭大道舉行，2024年總統選舉國民黨參選人侯友宜、民眾黨參選人柯文哲和鴻海集團創辦人郭台銘到場聲援[33]。
- 7月20日：新北市板橋區新埔站2號出口附近於下午1時11分發生冷氣墜落砸人事件，造成1人死亡；死者為21歲黃姓女子，居住在八里區，為政治大學財政系二年級學生。該名女子當時和姊姊出門要前往新店區，卻在新埔轉搭公車時被冷氣機砸死。墜落原因為李姓工人在17樓裝設冷氣時，誤以為冷氣已裝好而放手，冷氣機從高空墜落，砸死在等公車的該名女子。李姓工人被警方逮捕，訊後被依過失致死罪嫌送辦[34][35]。新北市勞動檢查處已勒令停工並介入調查，最終罰施工單位30萬元[36]。
- 7月28日及31日：立法院三讀通過《性別平等教育法》、《性別工作平等法》、《性騷擾防治法》等「性平三法」修正案，增訂權勢性騷擾類型並加重裁罰，同時對各類型性騷擾案件有更明確規範[37][38][39]。

### 8月
- 8月1日：
  - 公部門、公立與私立學校、百貨公司、購物中心、量販店、超級市場、連鎖便利商店、連鎖速食店、有店面的餐飲業等8大場所，自該日起不得提供PLA材質的杯、碗、盤、碟、餐盒等免洗餐具[40]。
  - 行政院農業委員會升格為農業部，正式揭牌成立[41][42]。
- 8月3日：桃園市復興區高義村雪霧鬧橋台7線於中午12時許發生車輛墜谷意外，造成4人死亡、2人受傷。工程車上載4名外籍移工、2名國人。當時台電輸變電工程處北區施工處承攬商宇正營造工程車，在該橋附近轉彎處翻落邊坡山谷。而承攬商在颱風天出勤需申請核准，台電總公司有確認過該日不出工，承攬商也回報不出工，但卻前往工區想做準備工作。台電總公司主管目前赴現場釐清狀況[43][44]。
- 8月4日：中央氣象局全面解除颱風卡努的颱風警報，但所夾帶的旺盛西南氣流持續對中南部山區造成影響[45]。
- 8月6日：
  - 苗栗縣獅潭鄉發生命案，造成5人死亡，其中死者為31歲傅姓男子、26歲巫姓妻子、7歲女兒、5歲兒子、4歲女兒。傅男與巫女坐汽車前座，3名孩子坐後座，於該日被發現時遺體已開始腐爛，研判死亡時間至少5天以上，路人發現後立刻報警，警方聯繫家屬到場。大湖鄉民眾於該日一個晚上已捐款20多萬元[46]。
  - 第7屆U-12世界盃棒球賽在臺南市安南區舉行決賽，臺灣隊以10比4敗於美國隊拿下亞軍[47]。
- 8月7日：
  - 臺灣首個碳交易專責機構臺灣碳權交易所在高雄軟體科技園區成立[48]。
  - 日本前首相、自民黨副總裁麻生太郎率團訪臺3天，與總統蔡英文、副總統賴清德等政要會晤，並弔唁前總統李登輝[49][50]。
- 8月14日：新竹市市長高虹安在立法委員任內疑似詐領助理費，台北地檢署將其及助理4人提起公訴[51]。
- 8月22日：行政院環境保護署正式改制為環境部[52]。

### 9月
- 9月3日：中度颱風海葵於下午3時40分登陸臺東縣東河鄉，打破共1,471天無颱風登陸臺灣的紀錄。[53]。
- 9月7日：臺北市中山區大直地區大直街94巷1弄的一棟民宅於晚間10時49分傾斜並坍塌下陷。坍塌原因為工地未灌水導致傾斜[54][55][56]。
- 9月22日：屏東縣屏東市屏東科技產業園區經建路38號明揚國際科技股份有限公司於下午5時31分發生火災，造成10人死亡、111人受傷，其中死者為4名消防員、6名員工，傷者為4名消防員、1名義消、106名民眾[57]。
- 9月28日：臺灣自主研製的首艘潛艦海鯤號在高雄市小港區台船海昌廠區正式下水[58]。

### 10月
- 10月4日：中度颱風小犬襲台，颱風眼牆通過時晚上9時53分蘭嶼氣象站測得陣風為95.2公尺/秒，超過17級陣風，創下台灣最大陣風紀錄，強烈風雨重創當地。[59][60]
- 10月9日：台灣第一顆自製氣象衛星獵風者，於法屬圭亞那順利升空，將提供氣象觀測重要數據，提升颱風強度與路徑的預報能力。[61][62]

### 12月
- 12月2日：王貞治來台開球，台北大巨蛋正式啟用。
- 12月3日至10日：2023年亞洲棒球錦標賽在臺北市、新北市及臺中市舉行，中華台北以0-1敗給日本隊拿下亞軍。
- 內政部與中選會針對副總統參選人國籍爭議問題表示三組參選人均符合選罷法規定。[63][64]
- 12月12日：《最低工資法》三讀通過。[65]
- 12月25日：新北國中殺人案。

## 災難與交通意外

### 災害
- 2020年1月-2023年：嚴重特殊傳染性肺炎疫情

### 事故
- 5月10日，台中捷運豐樂公園站附近的興富發集團建案「文心愛悅」的路邊大型吊車在吊掛工程時發生工安意外，進而砸破捷運軌道隔音牆並擊中行駛中的捷運車廂，造成1死8傷。[66]
- 9月22日，屏東科技產業園區傍晚發生大火。造成10人死亡、111人受傷。

## 節日與主題
以下列出2023年與臺灣社會相關的重大事件、節日及活動。

### 1月
- 1月1日：元旦、中華民國開國紀念日、台北101跨年煙火表演
- 1月5日：小寒
- 1月7日：尾牙
- 1月13日–1月15日：112學年度大學學科能力測驗
- 1月15日：送神
- 1月19日：中小學111學年度第一學期結束
- 1月20日：大寒、小年夜、中小學111學年度寒假開始
- 1月21日：除夕
- 1月22日：農曆新年
- 1月23日：回娘家、世界自由日
- 1月24日：祭祖
- 1月25日：祭祖
- 1月26日：開市
- 1月30日：天公生

### 2月
- 2月4日：立春
- 2月5日：元宵節、台灣燈會開始
- 2月12日：中小學111學年度寒假結束
- 2月13日：中小學111學年度第二學期開始
- 2月14日：西洋情人節
- 2月19日：雨水、台灣燈會結束
- 2月28日：和平紀念日

### 3月
- 3月6日：驚蟄
- 3月8日：婦女節
- 3月12日：植樹節
- 3月14日：白色情人節
- 3月21日：春分
- 3月29日：青年節

### 4月
- 4月1日：愚人節
- 4月4日：兒童節
- 4月5日：清明節
- 4月7日：言論自由日
- 4月9日：復活節
- 4月20日：穀雨
- 4月22日：世界地球日
- 4月29日–4月30日：四技二專統一入學測驗

### 5月
- 5月1日：勞動節
- 5月6日：立夏
- 5月14日：母親節
- 5月12日：媽祖生
- 5月20日–5月21日：國中教育會考
- 5月21日：小滿
- 5月26日：浴佛節

### 6月
- 6月3日：禁煙節
- 6月6日：芒種
- 6月21日：夏至
- 6月22日：端午節

### 7月
- 7月1日：中小學暑假開始
- 7月7日：小暑
- 7月12日─7月13日：112學年度大學入學分科測驗
- 7月23日：大暑

### 8月
- 8月1日：原住民族日
- 8月8日：立秋、父親節
- 8月16日：鬼門開
- 8月22日：七夕
- 8月23日：處暑
- 8月30日：中元節、中小學112學年度第一學期開學

### 9月
- 9月3日：軍人節
- 9月8日：白露
- 9月14日：鬼門關
- 9月23日：秋分
- 9月28日：教師節
- 9月29日：中秋節

### 10月
- 10月8日：寒露
- 10月10日：國慶日、國慶煙火
- 10月23日：重陽節
- 10月24日：霜降
- 10月25日：臺灣光復節
- 10月31日：萬聖節

### 11月
- 11月8日：立冬
- 11月12日：國父誕辰紀念日
- 11月22日：小雪
- 11月23日：感恩節

### 12月
- 12月7日：大雪
- 12月22日：冬至
- 12月24日：平安夜
- 12月25日：行憲紀念日、聖誕節
- 12月31日：全台各地跨年

## 逝世

### 1月
- 1月1日：
  - 郭南宏，86歲，臺灣學者、政治人物，曾任多所大學校長[註 1]、交通部部長。[67]
  - 王鑫，77歲，臺灣地理學家。[68]
- 1月2日：
  - 張永昌，67歲，台灣企業家，台灣遠通電收 ETC 遠通電收執行董事兼總經理。[69]
  - 郭信一，55歲，台灣黑幫人物，「黑人家族」精神領袖，遭槍擊身亡。[70]
- 1月6日：沈呂巡，73歲，前駐美代表。[71]
- 1月10日：何文杞，92歲，臺灣畫家。[72]
- 1月11日：白萩，85歲，本名何錦榮，台灣詩人。[73]
- 1月16日：連明月，70歲，台灣歌仔戲演員。[74]
- 1月18日：金恩慶，78歲，台灣政治人物，中華民國陸軍二級上將、國民黨前黃復興黨部主委。[75]
- 1月19日：張正治，57歲，台灣政治人物，國民黨籍花蓮縣議員[76]。
- 1月23日：高偉倫，29歲，彰化縣警察局彰化分局快官派出所警員，遭到毒駕撞擊殉職。[77]
- 1月27日：丁強，86歲，臺灣資深男演員、導演。[78]
- 1月28日：黃乃寬，71歲，臺灣金融界人物，曾任臺灣證券交易所副總經理、元大金控獨立董事。[79]
- 1月31日：徐智俊，56歲，台灣前客家公共傳播基金會總經理[80]。

### 2月
- 2月1日：吳梅嵩，68歲，臺灣藝術家、教育家，曾任高雄市私立中華藝術學校校長。[81]
- 2月5日：
  - 釋星雲，96歲，臺灣漢傳佛教比丘，佛光山、國際佛光會創辦人。[82]
  - 朱雲漢，67歲，台灣政治學學者，中央研究院院士，曾任國立台灣大學教授、中央研究院政治學研究所特聘研究員。[83]
- 2月9日：林維樑，78歲，臺灣金融界人物，台中銀行董事、前彰化銀行總經理。[84]
- 2月12日：張展，73歲，臺灣電影攝影師，曾以電影《當愛來的時候》獲頒第47屆金馬獎最佳攝影。[85]
- 2月13日：許峰山，70歲，台灣台語流行音樂歌手許富凱的父親。[86]
- 2月14日：向雲鵬，72歲，台灣男演員，以電影《鄉野人》榮獲第17屆金馬獎最佳男配角。[87]
- 2月15日：馬紹章，65歲，台灣企業家，海基會前副董事長。[88]
- 2月16日：陳俞安，28歲，台灣輕艇運動員，曾在2018年亞洲運動會輕艇比賽龍舟項目獲得兩金一銀，交通意外。[89]
- 2月18日：
  - 朱振源，75歲，台灣布袋戲藝師，真華光掌中劇團負責人。[90]
  - 李振英，93岁，台灣哲學、神學家、天主教蒙席，曾任天主教輔仁大學校長。[91]
- 2月19日：陳麗秋，85歲，台灣廣播節目主持人。[92]
- 2月20日：
  - 董桂均，66歲，台灣黑道人物，竹聯幫元老。[93]
  - 林維新，45歲，臺灣自由車運動員，前立法委員林豐喜之子。[94]
- 2月27日：辜寬敏，97歲，總統府資政、台灣制憲基金會創會董事長。[95]
- 2月28日：徐國士，82歲，台灣田野研究學者，太魯閣國家公園管理處首任處長。[96]

### 3月
- 3月2日：何肇衢，92歲，台灣畫家。[97]
- 3月4日：陳美雲，72歲，台灣歌仔戲大師、陳美雲歌劇團團長。[98]
- 3月7日：李楊思莊，97歲，台灣導演李安的母親。[99]
- 3月8日：李世聰，65歲，台灣企業家，龍巖集團創辦人。[100]
- 3月9日：
  - Shian(蝦味先)，37歲，台灣饒舌歌手。[101]
  - 梁梅宗，臺灣體操教練。[102]
- 3月11日：許坤仲，89歲，排灣族口鼻笛演奏家，曾以電影《超級公民》獲得亞太影展最佳配樂獎。[103]
- 3月15日：劉忠繼，65歲，前台視新聞主播、好好聽文創總經理。血癌。[104]
- 3月16日：林國裕，54歲，中華民國空軍退役上校，駕駛輕航機載日本遊客體驗飛行，降落時墜毀身亡。[105]
- 3月19日：鍾逸人，103歲，台灣作家，前二七部隊隊長。[106]
- 3月22日：
  - 林彰良，52歲，中華民國陸軍少將，前陸軍花東防衛指揮部副參謀長。[107]
  - 吳永培，58歲，台灣稻米育種專家，行政院農業委員會農業試驗所嘉義分所副研究員，培育出台農82號等稻米品種。[108]
- 3月29日：
  - 施台生，77歲，前立法委員。肺癌。[109]
  - 郭明優，82歲，台裔日本廚師、企業家，台灣拉麵創始者。[110]
- 3月30日：黃許崇娥，94歲，紀錄片《無米樂》主角農民黃崑濱妻子。[111]

### 4月
- 4月6日：，54歲，台灣導演。[112]
- 4月7日：
  - 蘇沅峰，台灣導演。[113]
  - 沈鴻元，49歲，台灣廣播節目主持人，在愛樂電台主持爵士樂節目，有「爵士一哥」之稱。[114]
- 4月8日：李坤城，66歲，台灣作詞人。[115]
- 4月12日：王高成，62歲，臺灣戰略學者，淡江大學國際事務與戰略研究所教授，墜樓身亡。[116]
- 4月14日：
  - 辜林瑞慧，83歲，臺灣人，中國信託金融控股公司創辦人辜濓松夫人。[117]
  - 許素葉，89歲，台灣政治人物，曾任省議員、立法委員等職。[118]
- 4月21日：羅光瑞，101歲，台北榮總前院長，台灣新生兒B肝疫苗推手。[119]
- 4月22日：
  - 朱銘，85歲，本名朱川泰，台灣雕塑家，自殺逝世[120][121]。
  - 徐遐生，79歲，中華民國旅居美國天文學家，第18屆中央研究院院士，曾任國立清華大學校長。[122][123]
- 4月26日：
  - 宗華，80歲，香港演員，邵氏時代演出多部電影，在台灣演出多部電視劇。[124]
  - 王男桂，39歲，臺灣籃球運動員，車禍傷重不治[125]。

### 5月
- 5月1日：
  - 楊小萍，79歲，台灣女歌手，演員楊慶煌的胞姊。[126]。
  - 陳謨星，92歲，台灣電機與能源學者及工程師，國際電機電子工程學會院士[127]。
- 5月5日：張經宏，54歲，臺灣作家，代表作《摩鐵路之城》。[128]
- 5月8日：
  - 鄭彩霞，92歲，已故編劇黃黎明及演員黃仲崑的母親，動畫電影《魔法阿媽》中的奶奶角色原型。[129]（訃聞發布日期）
  - 洪志宏，63歲，台灣醫師，林口長庚醫院副院長，有「質子治療之父」之稱。[130]
- 5月9日：陳文寬，110歲，曾任中國航空公司機航組副主任，中央航空運輸公司機航組主任、副經理。並與戴安國、蔡克非等人於1951年5月21日在台灣共同創辦復興航空[131]。
- 5月10日：
  - 林淑雅，51歲，靜宜大學法律學系助理教授，臺中捷運塔吊撞擊事故受害者。[132][133]
  - 張建英，70歲，台灣企業家、影視工作者、台灣黑幫四海幫前幫主。[134]
- 5月12日：許學仁，71歲，台灣語文教育學者。[135]
- 5月13日：許世明，53歲，台灣燈光師，曾以《靈佔》、《黛比的幸福生活》2部作品獲頒金鐘獎燈光獎。[136]
- 5月14日：洪天宇，63歲，台灣美術家[137]。（遺體發現日期）
- 5月16日：戴東原，84歲，台灣醫師，國立臺灣大學醫學院附設醫院院長（1992-1998年），第27屆醫療奉獻獎得主之一。[138]
- 5月17日：劉鳳學，97歲，臺灣舞蹈學者，1987年獲英國國家舞蹈哲學博士學位，為台灣第一位舞蹈博士。[139]
- 5月18日：呂季鴻，31歲，台灣物理治療師及體育改革聯會發起人，潛水溺斃[140]。
- 5月19日：古家齊，31歲，台灣男歌手，曾入選中國節目《中國好聲音》第4季。死於車禍。[141]
- 5月21日：李志村，87歲，臺灣企業家，曾任台塑企業董事長。[142][143]
- 5月24日：張祖詒，104歲，台灣政治人物、作家，曾任總統府副秘書長等職。[144]
- 5月26日：林文月，90歲，台灣女作家，前中華民國副總統連戰表姐，在美國病逝。[145]

### 6月
- 6月1日：李香生，73歲，台灣配音員。[146]
- 6月8日：
  - 施純鎰，88歲，臺灣企業家，三花棉業創辦人。[147]
  - 趙建勳，50歲，臺灣醫療美容診所醫師，中華民國前總統陳水扁女婿趙建銘的弟弟。[148]
- 6月10日：劉暐，38歲，台灣樂團「傷心欲絕」吉他手。[149]
- 6月18日：萬沙浪，74歲，台灣原住民歌手。代表作為《愛你一萬年》。[150]
- 6月20日：
  - 席慕德，85歲，台灣聲樂家。[151]
  - 余為彥，71歲，台灣導演。代表作為《童黨萬歲》。[152]
- 6月21日：陳一平，70歲，臺灣企業家，俊國建設董事長，中華職棒俊國熊隊創辦人暨領隊。[153]
- 6月23日：
  - 拉飛·邵馬，40歲，台灣台東縣長濱鄉阿美族藝術家。[154]
  - 周靂岑，藝名仔仔，35歲，台灣歌手，組合「七朵花」成員。（訃聞在同年7月4日傳出）[155]
- 6月25日：姚琢奇，94歲，台灣資深軍事記者，曾採訪過八二三砲戰、九二海戰，首位乘坐F-104戰機升空採訪的記者。[156]
- 6月26日：梁朝辰，56歲，台灣企業家，連鎖麻辣鍋店「老四川巴蜀麻辣燙」」創辦人兼執行長。[157]
- 6月30日：蕭勤，88歲，台灣畫家。[158]

### 7月
- 7月1日：許介鱗，87歲，台灣政治學者，曾任國立台灣大學政治系教授、社會科學院首任院長。[159]
- 7月2日：林謙浩，64歲，台灣企業家，合庫金控董事長，因猛爆性肝炎過世。[160]
- 7月5日：李玟，48歲，美籍香港女歌手，曾在台灣發展華語流行音樂事業多年。[161]
- 7月11日：黃永田，71歲，台灣企業家、政治人物，台灣國臺南分會成員、前臺南市扁友會會長，2008年12月15日於監察院前，扯掉立委邱毅戴假髮遭法院判決妨害自由罪，2010年參選台南市議員落選[162]。
- 7月13日：楊政道，55歲，台灣客家音樂創作人，曾以歌曲《一枝擔竿》入圍第3屆金曲獎最佳年度歌曲獎。[163]
- 7月14日：游祥耀，68歲，台灣政治人物，前民主進步黨籍基隆市議員。[164]
- 7月15日：陳茂萱，87歲，台灣作曲家及音樂教育家。
- 7月17日：徐明河，82歲，台灣剪黏泥塑藝術家。[165]
- 7月20日：蘇清良，89歲，台灣古蹟修復土水匠師。[166]
- 7月26日：鄭淑敏，77歲，臺灣媒體界人物。中國電視公司前董事長。[167]
- 7月27日：林恩道，台灣企業家，台灣證券上市公司「智伸科技股份有限公司」董事長（死亡宣布日期）[168]。
- 7月30日：黃光國，77歲，臺灣心理學家、國立台灣大學心理系教授。[169]
- 7月31日：
  - 陳信義，65歲，台灣政治人物，彰化縣和美鎮好修里里長。[170]
  - 潘小俠，69歲，台灣攝影家。[171]

### 8月
- 8月2日：陳運棟，91歲，台灣學者，致力客家文史研究。[172]
- 8月3日：林水泉，86歲，台灣政治人物、台灣獨立運動參與者、台灣白色恐怖受難者，曾任台北市議員[173]。
- 8月5日：朱振岳，46歲，台灣商人，紅酒品牌「象董」主席，口腔癌。[174]
- 8月6日：游正英，67歲，台灣桃園市原住民自治區復興區長。[175]
- 8月8日：
  - 馬哲儒，92歲，臺灣學者，前成功大學校長。[176]
  - 楊宗昌，87歲，台灣土木工程專家，因海外黑名單，長期旅居美國，台灣獨立聯盟成員。[177]
- 8月14日：林樹枝，76歲，台灣白色恐怖政治受難者、歷史研究者、作家[178]。
- 8月16日：徐信芳，75歲，台灣政治人物，新竹市前議員。[179]
- 8月17日：
  - 謝蒼海，76歲，台灣政治人物，前台中縣烏日鄉長。[180]
  - 陳茂淳，86歲，台灣南投手工製茶技藝茶農，名間埔中茶保存者。[181]
- 8月19日：郭軔，97歲，台灣藝術家、新視覺主義理論畫家。[182]
- 8月21日：簡忠煒，54歲，台灣新北市政府警察局瑞芳分局副分局長。溺水。[183]
- 8月22日：
  - 曾華誠，年齡不詳，台灣企業人物，昇佳電子股份有限公司董事。[184]
  - 林哲夫，90歲，台灣物理學家及政治人物，台灣獨立聯盟加拿大本部成員，推動非暴力抗爭，曾任立法委員。[185]
  - 曹陳靜枝，84歲，台灣資深慈濟志工，花蓮玉里慈濟醫院前身鴻德醫院創辦者曹葦醫師夫人。[186]
- 8月24日：蔡啟塔，65歲，台灣政治人物，花蓮前市長、前縣議員。[187]
- 8月26日：
  - 李鍌，96歲，台灣文字學家、語言學家、教師。[188]
  - 張旭成，86歲，台灣前國家安全會議前副秘書長。[189]
- 8月27日：沈進忠，77歲，台灣政治人物，前台南縣議員、六甲鄉長。死于大腸癌。[190]

### 9月
- 9月3日：
  - 蔡焜霖，92歲，台灣「王子」雜誌創辦人，白色恐怖受難者。[191]
  - 蔡一州，65歲，台灣作曲家。[192]
- 9月4日： 許博允，79歲，台灣藝術、音樂家，新象藝術公司創辦人。[193]
- 9月8日：Hitay Payan，74歲，台灣傳統表演藝術「南管音樂」保存者。[194]
- 9月22日：
  - 賴俊儒，33歲，台灣屏東縣政府消防局第一大隊屏二分隊消防員，2023年9月屏東科技產業園區火災[195]中殉職。
  - 施寶翔，37歲，台灣屏東縣政府消防局第一大隊屏二分隊消防員，2023年9月屏東科技產業園區火災中殉職。
  - 陳柏翰，32歲，台灣屏東縣政府消防局第一大隊屏二分隊消防員，2023年9月屏東科技產業園區火災中殉職。
  - 鍾吉垣，38歲，台灣屏東縣政府消防局第一大隊屏二分隊消防員，2023年9月屏東科技產業園區火災中殉職。
- 9月23日：林亨泰，100歲，台灣詩人、作家、文學評論者[196]。
- 9月26日：陳永興，62歲，台灣台南市知名建築師，駕車途中發病。[197]
- 9月27日：王文興，84歲，台灣作家[198][199]。
- 9月28日：蔡青源，85歲，台灣新竹縣傳統表演藝術「泰雅族Lmuhuw吟唱」保存者。[200]

### 10月
- 10月1日：謝子龍，71歲，台灣女子職業網球選手謝淑薇與謝語倢的父親，病逝[201]。
- 10月8日：林竹岸，87歲，台灣國寶級歌仔戲後場傳統音樂大師。[202]
- 10月9日：洪箱，68歲，台灣農民運動領袖。[203]
- 10月18日：羅化平，97歲，台灣空軍中將，第1代雷虎小組飛行員。[204]
- 10月25日：杜俊元，84歲，台灣企業家，華泰電子與矽統科技創辦人。[205]
- 10月27日： 詹啟聖，58歲，台灣資深體育主播。TVBS新聞台新聞部副總經理詹怡宜的哥哥。腦出血。[206]
- 10月28日：郭耀隆，52歲，台灣成大醫院乳癌權威醫師，腦中風。[207]

### 11月
- 11月1日： 
  - 陳慧翎，48歲，台灣電視、電影短片導演，五度獲得台灣電視金鐘獎，子宮頸癌過世[208]。
  - 凌音，74歲，本名廖瑞韻，台灣女演員，曾經演出《長白山上》、《包青天》、《台灣奇案》等連續劇[209]。
  - 宋秉文，70歲，台灣神經醫學及罕見疾病醫師[210]。
- 11月3日： 劉志雄，54歲，台灣電視節目製作人。[211]
- 11月5日：杜秀英（Kwalrimi．Palrimuday），99歲，台灣魯凱族「手紋文化」保存者。[212]
- 11月6日：范疇，68歲，台灣政略作家，心血管疾病[213]。
- 11月7日：施敏，87歲，美籍台灣半導體學者、中央研究院院士、曾任職貝爾實驗室及國立交通大學電子工程系教授。[214]
- 11月8日：劉英茂，93歲，臺灣大學心理學系教授。[215]
- 11月13日：
  - 李義弘，83歲，臺灣知名現代水墨大家。[216]
  - 蔡建仁，70歲，臺灣社會運動人士、學者、新聞工作者，曾任台灣立報總主筆、世新大學社會發展研究所教授[217]。
- 11月18日：
  - 蕭言中，58歲，台灣漫畫家、舞台劇編劇、節目主持人。大腸癌。[218]
  - 許文龍，95歲，台灣企業家，奇美集團創辦人。[219]
- 11月19日：
  - 馬尚仁，69歲，台灣歌手、警專教官。[220]
  - 賴向華，56歲，台灣醫生，衛生福利部口腔健康司長。[221]
- 11月22日：吳珅篁，60歲，台灣企業家，萬安生命集團榮譽董事長。[222]
- 11月24日：范我存，92歲，台灣人，詩人余光中妻子。[223]
- 11月27日：柯辰勳，20歲，台灣歌手，曾參加選秀節目《超級紅人榜》。[224]

### 12月
- 12月3日：
  - 鄭博宇，37歲，台灣商人，海峽兩岸青年交流協會執行長，曾任首鋼集團創業公社港澳台及國際事業部總經理。[225]
  - 侯淑姿，61歲，台灣知名攝影家。[226]
- 12月6日：楊清順，45歲，台灣花式撞球運動選手。[227]
- 12月10日：陳瑩霖，90歲，台灣醫學教授，曾任衛生署副署長。[228]
- 12月11日：蘇科全，70歲，台灣台南市新營區調解委員，曾擔任新營3屆市民代表。[229]
- 12月13日：蔡文旭，60歲，台灣嘉義市議員。[230]
- 12月14日：
  - 劉和謙，97歲，台灣總統府戰略顧問、前參謀總長。[231]
  - 陳文輝，80歲，台灣政治人物、企業家、藝術家，曾任第三屆立法委員，苗栗縣苑裡鎮華陶窯創辦人[232]。
- 12月24日：謝修平，81歲，台灣政治人物。[233]
- 12月25日：
  - 陳振榮，77歲，台灣企業家，中國鋼鐵公司前總經理。[234]
  - 周俊宇，43歲，台灣國立政治大學台灣史研究所助理教授。[235]
  - 葉明水，68歲，台灣外貿協會前秘書長、中華民國展覽暨會議同業公會（TECA）榮譽理事長。[236]
- 12月28日：游尚樺，29歲，台灣新竹縣政府消防局第3大隊新工消防分隊長。[237]
- 12月31日：張惟晴，36歲，台灣政治人物。[238]